# Jessica Jordan
Jessica Anne Jordan Burton (née le 6 mai 1984 à Huacaraje, dans le département de Beni, en Bolivie) fut Miss Bolivie 2007 et Reine internationale du café 2008, avant de se lancer dans une carrière politique en Bolivie.

## Biographie
Jessica Jordan est née d'un père britannique et d'une mère bolivienne. Elle a beaucoup voyagé en Europe et aux États-Unis, pour sa profession de mannequin et a pris part à de nombreux défilés de mode. Elle parle trois langues, anglais, espagnol et portugais. Elle a également pris part à divers concours de beauté. Revenue dans son pays natal, elle a été élue Miss Bolivie 2007 et a représenté son pays au concours de Miss Univers 2007.
Jessica Jordan est la candidate du Movimiento al Socialismo (MAS), parti du président Evo Morales, au poste de gouverneure du département de Beni, pour l'élection du 10 avril 2010. Des doutes étaient apparus quant à l'âge exact de la candidate, mais celle-ci a bien l'âge requis de 25 ans accomplis pour être candidate. En cas de victoire elle aurait été la seule femme à gouverner un département de Bolivie. Elle perd l'élection en obtenant 40 % des voix.